# Kyškovice
Kyškovice (en allemand : Kischkowitz) est une commune du district de Litoměřice, dans la région d'Ústí nad Labem, en Tchéquie. Sa population s'élevait à 275 habitants en 2021.

## Géographie
Kyškovice se trouve sur la rive droite de l'Elbe, à 4 km au nord-est de Roudnice nad Labem, à 15 km au sud-est de Litoměřice, à 29 km au sud-est d'Ústí nad Labem et à 43 km au nord de Prague.

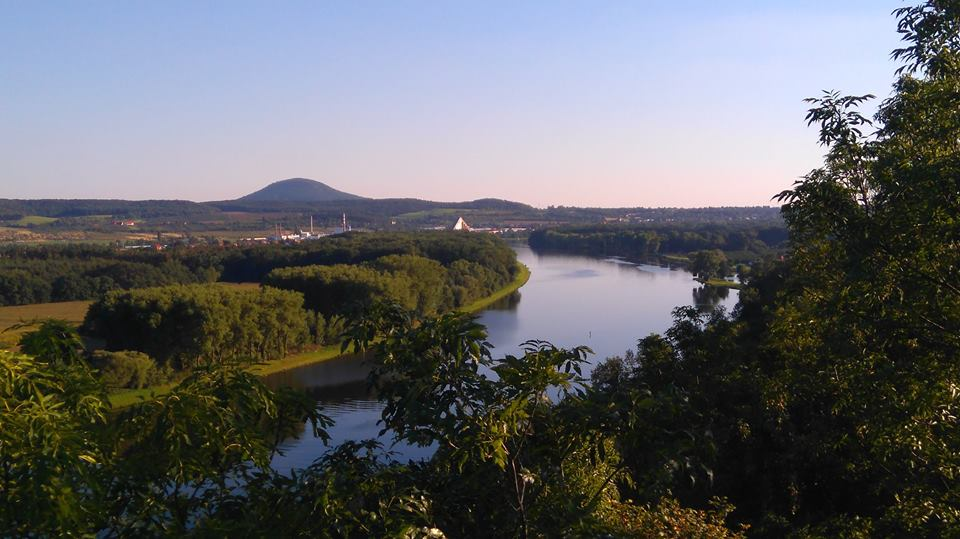
Village de Hamráček : vue sur l'Elbe et le mont Říp.

La commune est limitée au nord par Vrbice et Brzánky, à l'est par Dobříň, au sud et à l'ouest par Vědomice et au nord-ouest par Černěves et Chodouny.

## Histoire
La première mention écrite du village date de 1253.

## Transports
Par la route, Třebenice se trouve à 5 km de Roudnice nad Labem, à 21 km de Litoměřice, à 44 km d'Ústí nad Labem et à 57 km de Prague.